# Partido Liberal de la Mancomunidad
El Commonwealth Liberal Party (CLP, también conocido como The Fusion o Deakinite Liberal Party) (traducido al castellano Partido Liberal de la Mancomunidad) fue un movimiento político activo en Australia desde 1909 a 1916, poco después de la Federación.

## Historia

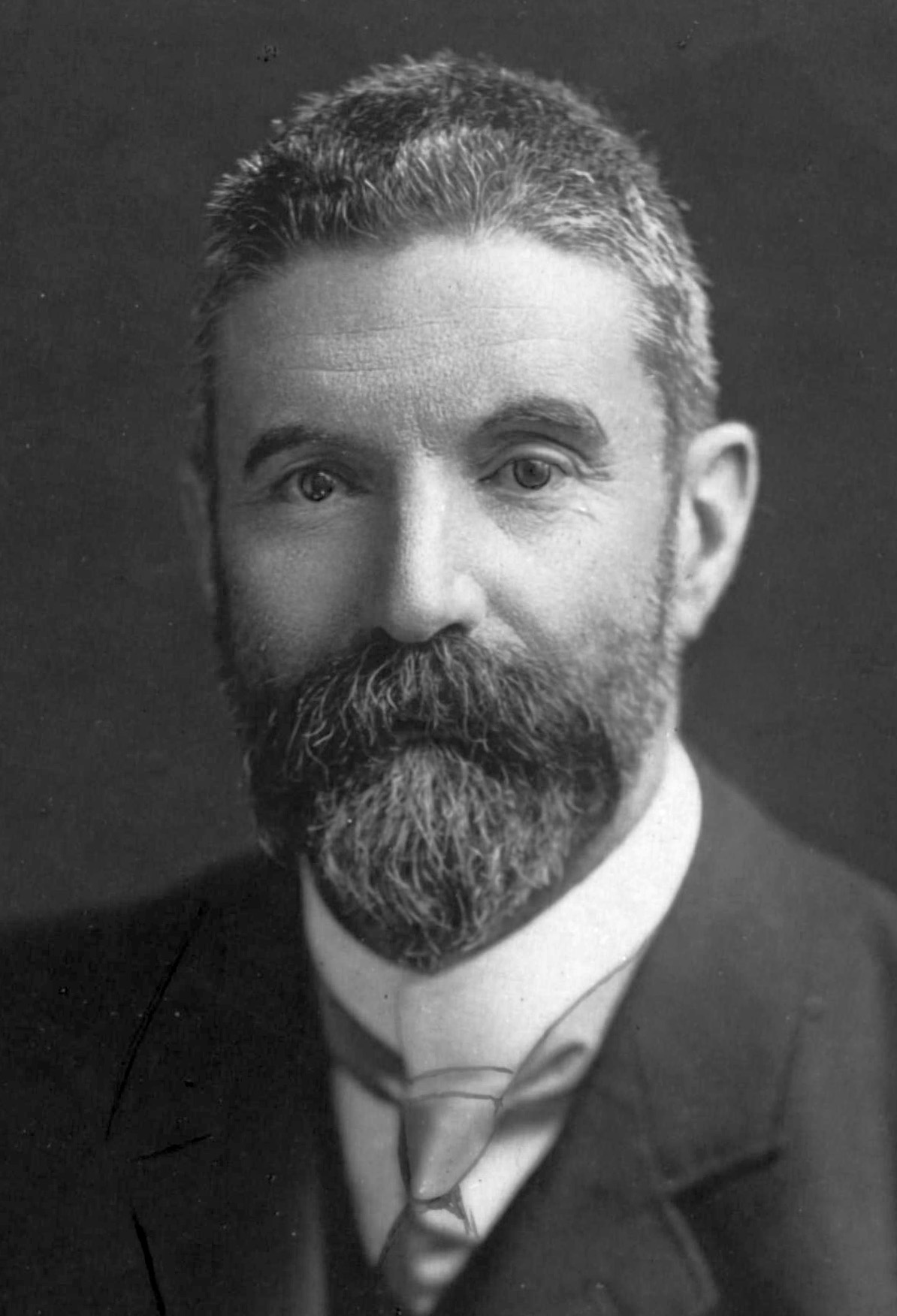
Alfred Deakin

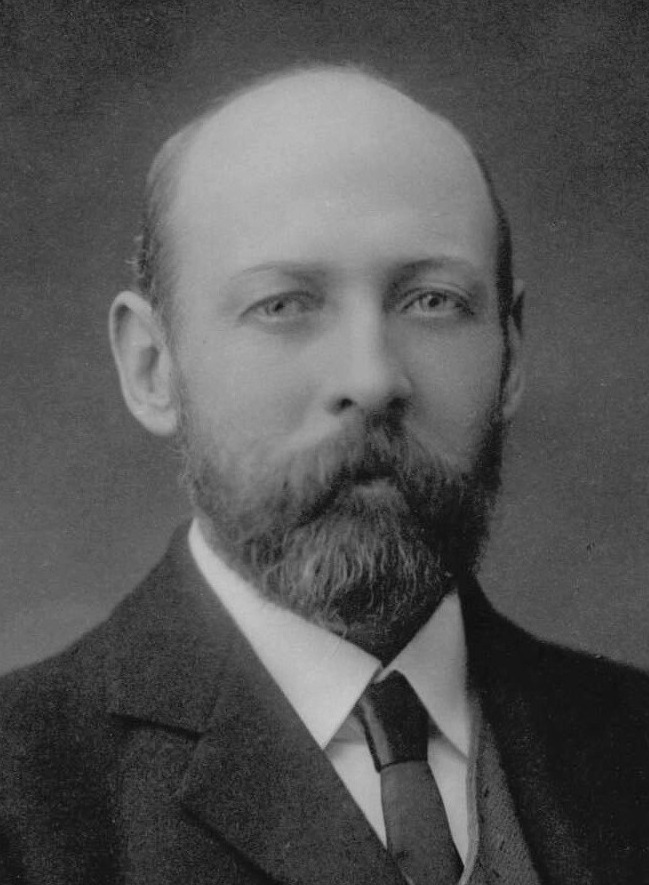
Joseph Cook

En 1909, Alfred Deakin, líder del Partido Proteccionista, se unió al Partido Antisocialista de Joseph Cook para formar el CLP como una plataforma de oposición al Partido Laborista Australiano. Fue derrotado por los laboristas, liderados por Andrew Fisher, en las elecciones federales de 1910. 
Bajo un nuevo líder, Joseph Cook, el partido derrotó al Partido Laborista en las elecciones federales de 1913 por un solo escaño, pero al año siguiente Cook convocó unas elecciones anticipadas y salió derrotado. En 1916, el CLP se une al Partido Nacional Laborista, creado unos meses antes por Billy Hughes y otros laboristas partidarios del alistamiento para formar el Partido Nacionalista de Australia.
El CLP es frecuentemente denominado como The Deakinite Liberal Party, retrónimo usado para diferenciarlo del moderno Partido Liberal de Australia (Liberal Party of Australia).

## Resultados electorales
|  | 45.09 % |

|  | 48.94 % |

|  | 47.21 % |

## Líderes
- Alfred Deakin, de 1909 a 1913.
- Joseph Cook, de 1913 a 1916.